# IndieBox
IndieBox était une entreprise d'édition de jeux vidéo américaine. Son activité consistait à commercialiser chaque mois des versions physiques collector de jeux indépendants. L'entreprise annonce la fin de ses activités en septembre 2017,,,

## Ludothèque
| Torchlight II                     | Septembre 2017 |
| Invisible, Inc.                   | Août 2017      |
| The Banner Saga                   | Juillet 2017   |
| Hollow Knight                     | Juin 2017      |
| Nefarious                         | Mai 2017       |
| Super Meat Boy: Dr. Fetus Edition | Avril 2017     |
| Typoman: Revised                  | Mars 2017      |
| Wasteland 2                       | Février 2017   |
| Hue                               | Janvier 2017   |
| Forced: Showdown                  | Décembre 2016  |
| Halcyon 6                         | Novembre 2016  |
| Jotun                             | Octobre 2016   |
| Rive                              | Septembre 2016 |
| The Stanley Parable               | Août 2016      |
| Hand of Fate                      | Juillet 2016   |
| Moon Hunters                      | Juin 2016      |
| Dust: An Elysian Tail             | Mai 2016       |
| Galak-Z                           | Avril 2016     |
| Assault Android Cactus            | Mars 2016      |
| Lovers in a Dangerous Spacetime   | Février 2016   |
| Nuclear Throne                    | Janvier 2016   |
| Armello                           | Décembre 2015  |
| Freedom Planet                    | Novembre 2015  |
| Axiom Verge                       | Octobre 2015   |
| TowerFall                         | Septembre 2015 |
| Apotheon                          | Août 2015      |
| Guacamelee!                       | Juillet 2015   |
| Captain Forever Remix             | Juin 2015      |
| Dyscourse                         | Mai 2015       |
| Lovely Planet                     | Avril 2015     |
| The Next Penelope                 | Mars 2015      |
| Risk of Rain                      | Février 2015   |
| Super Win The Game                | Janvier 2015   |
| Rogue Legacy                      | Décembre 2014  |
| SteamWorld Dig                    | Novembre 2014  |
| Brütal Legend                     | Octobre 2014   |
| Luftrausers                       | Septembre 2014 |
| MouseCraft                        | Août 2014      |
| Forced                            | Juillet 2014   |
| Escape Goat 2                     | Juin 2014      |
| Teslagrad                         | Mai 2014       |